# Arthur Griffith-Boscawen
Arthur Sackville Trevor Griffith-Boscawen (18 octobre 1865 - 1er juin 1946) est un homme politique britannique du Parti conservateur gallois.

## Biographie
Il est né à Trefalyn, Denbighshire, fils du capitaine Boscawen Trevor Griffith, du 23e Welsh Fusiliers, qui prend le nom de famille supplémentaire de Boscawen en 1875 à la mort de sa mère. Il fait ses études à la Rugby School et au Queen's College d'Oxford.
En 1892, il est élu député de Tonbridge dans le Kent, un comté pour lequel il est devenu juge de paix en 1896 . Salisbury, qu'il a accusé d'ignorer 90% des députés, le nomme secrétaire particulier du chancelier de l'Échiquier Michael Hicks-Beach en 1895, un poste qu'il occupe avant de devenir commissaire parlementaire de charité en 1900, servant jusqu'en 1905. Griffith-Boscawen a peut-être contribué au choix d'Alfred Milner comme nouveau gouverneur de la Colonie du Cap. Le vieux Lord Rosmead prenait sa retraite, quittant le gouvernement, et Austen Chamberlain cherchait désespérément un remplaçant. Le choix de Milner, un brillant universitaire d'Oxford, est universellement acclamé au Parlement comme une option judicieuse; le candidat est chaleureusement félicité pour son courage pendant la crise du Jameson Raid.
Griffith-Boscawen perd son siège de Tonbridge aux élections générales de 1906. Il se présente sans succès à East Denbighshire lors d'une élection partielle en août de cette année, et à Dudley, Worcestershire lors de la première élection générale de 1910, avant d'être élu pour ce dernier siège aux Élections générales britanniques de décembre 1910. Il siège également comme membre du London County Council de 1910 à 1913 et est fait chevalier en 1911.
Griffith-Boscawen s'est intéressé tout particulièrement au logement de la classe ouvrière tout au long de sa carrière. Il est un réformateur tarifaire qui admirait Joseph Chamberlain parce qu'il est devenu un conservateur très influent même s'il n'était pas d'origine aristocratique. Il s'est taillé une niche en tant que député proche de l'Église et s'est fermement opposé aux mesures visant à démanteler l'Église galloise. Après sa dissolution et la fin de sa carrière parlementaire, il préside les commissaires de l'Église galloise de 1923 à 1945.
Griffith-Boscawen est commissionné dans la milice de West Kent, pour devenir plus tard le 3e Bataillon de réserve spéciale du Royal West Kent Regiment, avec lequel il est envoyé à Malte pendant la seconde guerre des Boers en 1899–1900 et qu'il commande plus tard comme lieutenant-colonel en 1910. Pendant la Première Guerre mondiale, il commande un bataillon de garnison du Royal Hampshire Regiment à Saint-Omer en France de 1914 à 1916 et est mentionné dans les dépêches.
Il est rappelé pour devenir secrétaire parlementaire au ministère des Pensions en décembre 1916, puis est sous-secrétaire parlementaire du Board of Agriculture de 1918 à 1921. Il est nommé au Conseil privé dans les honneurs du Nouvel An 1920.
En 1921, il est nommé au gouvernement de la Coalition Lloyd George en tant que ministre de l'Agriculture, mais en vertu de la loi à l'époque, il a dû se représenter automatiquement pour être réélu à la Chambre des communes. Il perd l'élection partielle qui a suivi, en partie à cause de la campagne de Lord Beaverbrook, mais un autre siège lui est trouvé lors d'une élection partielle à Taunton et il poursuit sa carrière au gouvernement. Cinq ans plus tard, la loi sur les nominations ministérielles est modifiée pour mettre fin à l'exigence de telles élections partielles.
Lorsque le gouvernement de David Lloyd George est tombé en octobre 1922, Griffith-Boscawen est l'un des rares membres du Cabinet sortant qui accepte de servir sous le nouveau Premier ministre, Andrew Bonar Law, qui l'a promu ministre de la Santé. Le mois suivant, des élections générales ont eu lieu et Griffith-Boscawen perd son siège à Taunton. Il est resté au gouvernement et propose un projet de loi sur la notation des gouvernements locaux qui provoque une vive controverse dans le pays. En mars 1923, il cherche à revenir à la Chambre des communes lors d'une élection partielle à Mitcham, mais est battu par le futur ministre du Travail, James Chuter Ede. En conséquence, Griffith-Boscawen est contraint de se retirer de la politique. Neville Chamberlain le remplace au Cabinet.

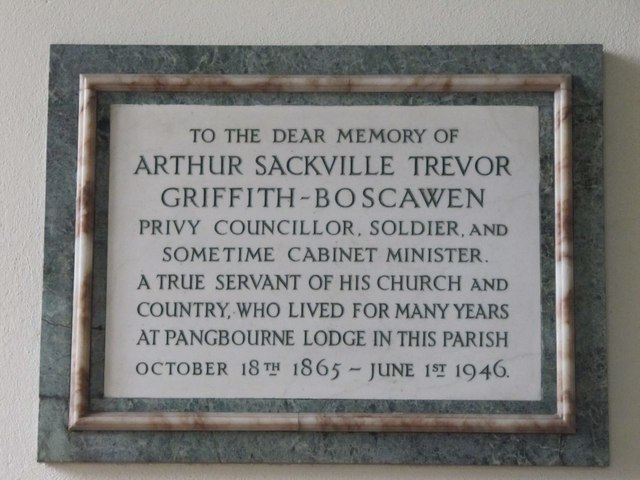
Mémorial à St James the Less, Pangbourne

Griffith-Boscawen a écrit Quatorze ans au Parlement en 1907 et ses Mémoires en 1925. Plus tard, il réside à Pangbourne, Berkshire  et meurt à Londres en juin 1946 à l'âge de 80 ans.